# Azucena Villaflor

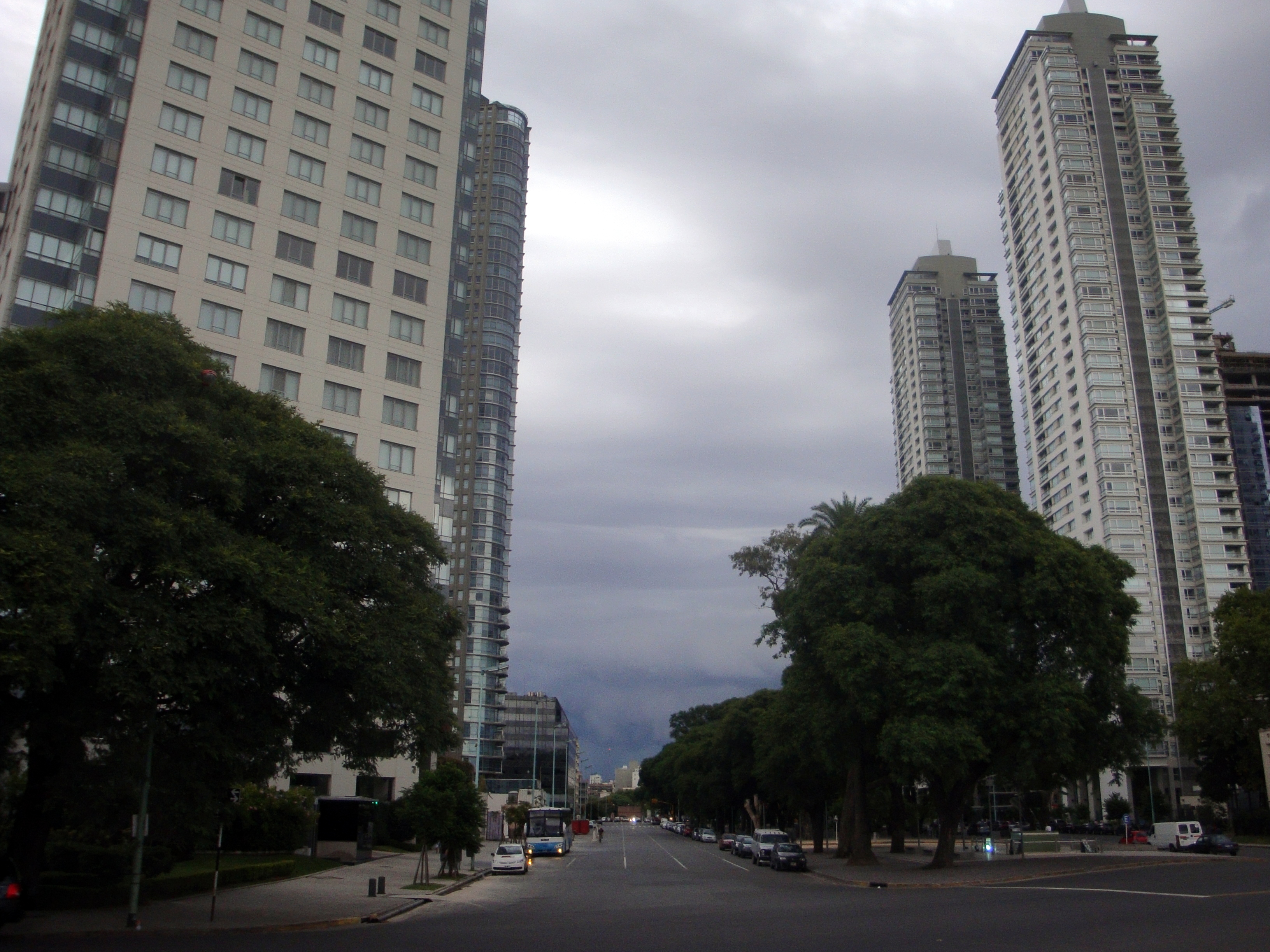
Blick auf die nach Azucena Villaflor benannte Straße in Buenos Aires

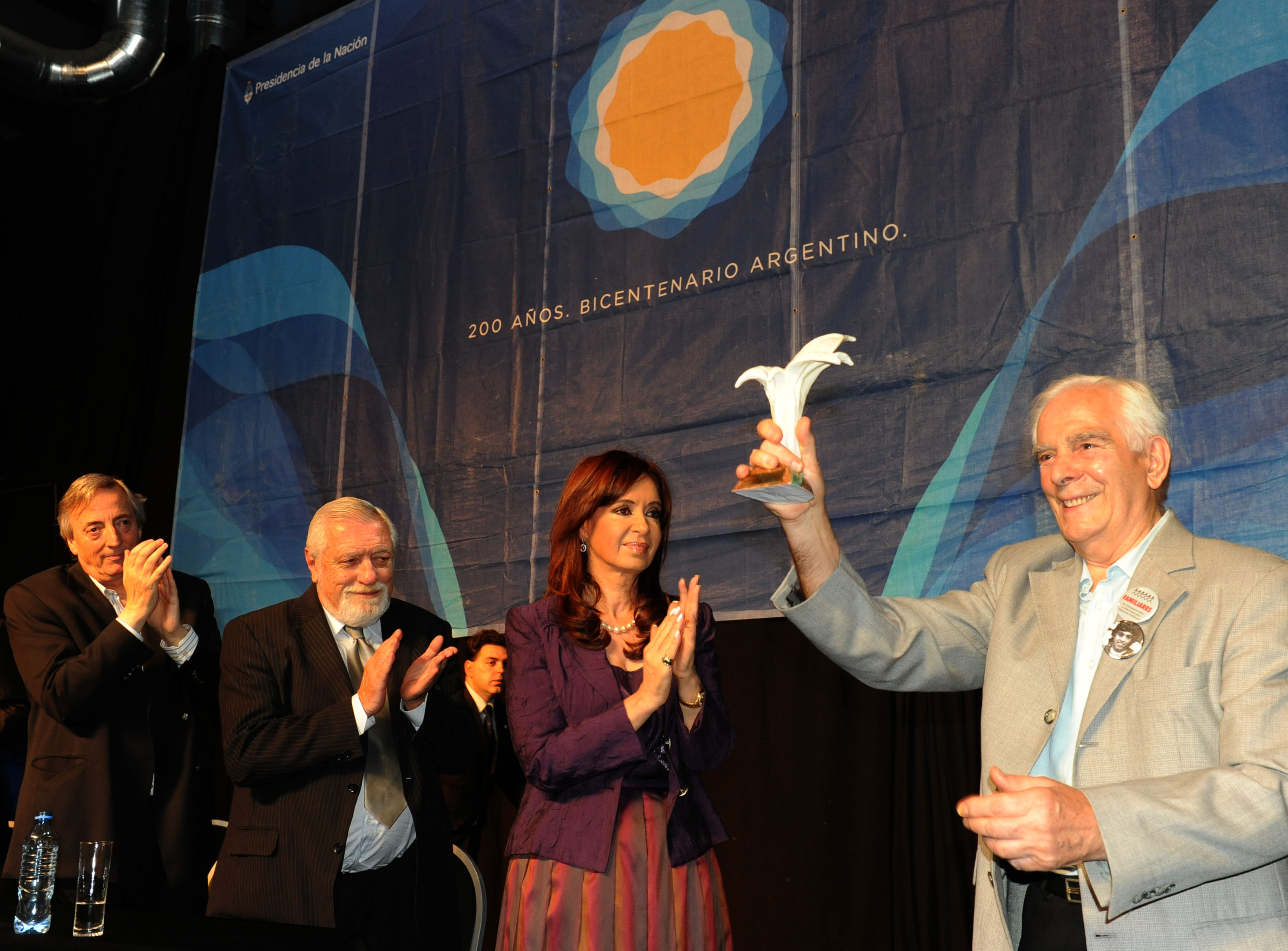
Präsidentin Cristina Fernandez überreicht den Premio Azucena Villaflor an Julio Morresi

Azucena Villaflor (* 7. April 1924 in Avellaneda; † 10. Dezember 1977) war eine argentinische Sozialaktivistin und eine der Gründerinnen der Mütter der Plaza de Mayo, die nach den Desaparecidos, den während Argentiniens Schmutzigem Krieg zwischen 1976 und 1983 zum Verschwinden gebrachten Menschen, suchen. 
Sie kam aus der Arbeiterklasse. Ihre Mutter, Emma Nitz, war zum Zeitpunkt ihrer Geburt nur 15 Jahre alt; ihr Vater, Florentino Villaflor, war 21 und arbeitete in einer Wollfabrik. Mit 16 Jahren begann Azucena als Telefonsekretärin in einer Firma für Haushaltsgeräte zu arbeiten. Dort lernte sie Pedro De Vincenti, einen Gewerkschaftsfunktionär, kennen. Im Jahr 1949 heirateten sie; sie bekamen vier Kinder.
Am 30. November 1976, acht Monate nach Beginn der Militärdiktatur, die sich „Nationaler Reorganisationsprozess“ nannte, wurde Néstor, einer von Villaflors Söhnen, zusammen mit seiner Frau Raquel Mangin entführt. Azucena begann, über das Innenministerium nach ihnen zu suchen. Während dieser Suche stieß sie auf andere Frauen, die auch auf der Suche nach Verwandten waren.
Nach sechs Monaten erfolgloser Suche begann Villaflor mit einer Reihe von Demonstrationen, um sich öffentlich bemerkbar zu machen. Am 30. April 1977 gingen sie und dreizehn andere Mütter zur Plaza de Mayo im Zentrum von Buenos Aires, vor der sogenannten Casa Rosada, dem Regierungsgebäude. Diesen Ort hatte Villaflor als einen für Argentiniens politische Geschichte wichtigen Ort ausgewählt. Sie beschlossen, um den Platz herumzugehen, denn die Polizei hatte ihnen befohlen „weiterzugehen“. Der erste Protest war an einem Samstag, noch nicht sehr auffällig, der zweite an einem Freitag; dann einigte man sich auf Donnerstag, etwa um 15 Uhr 30 (dieser Termin wird immer noch beibehalten).
Am 10. Dezember desselben Jahres, dem internationalen Tag der Menschenrechte, veröffentlichten die Mütter eine Zeitungsannonce mit den Namen ihrer „verschwundenen“ Kinder. Am selben Abend wurde Azucena Villaflor abgeholt und vermutlich in das Konzentrationslager in der ESMA-Schule gebracht.

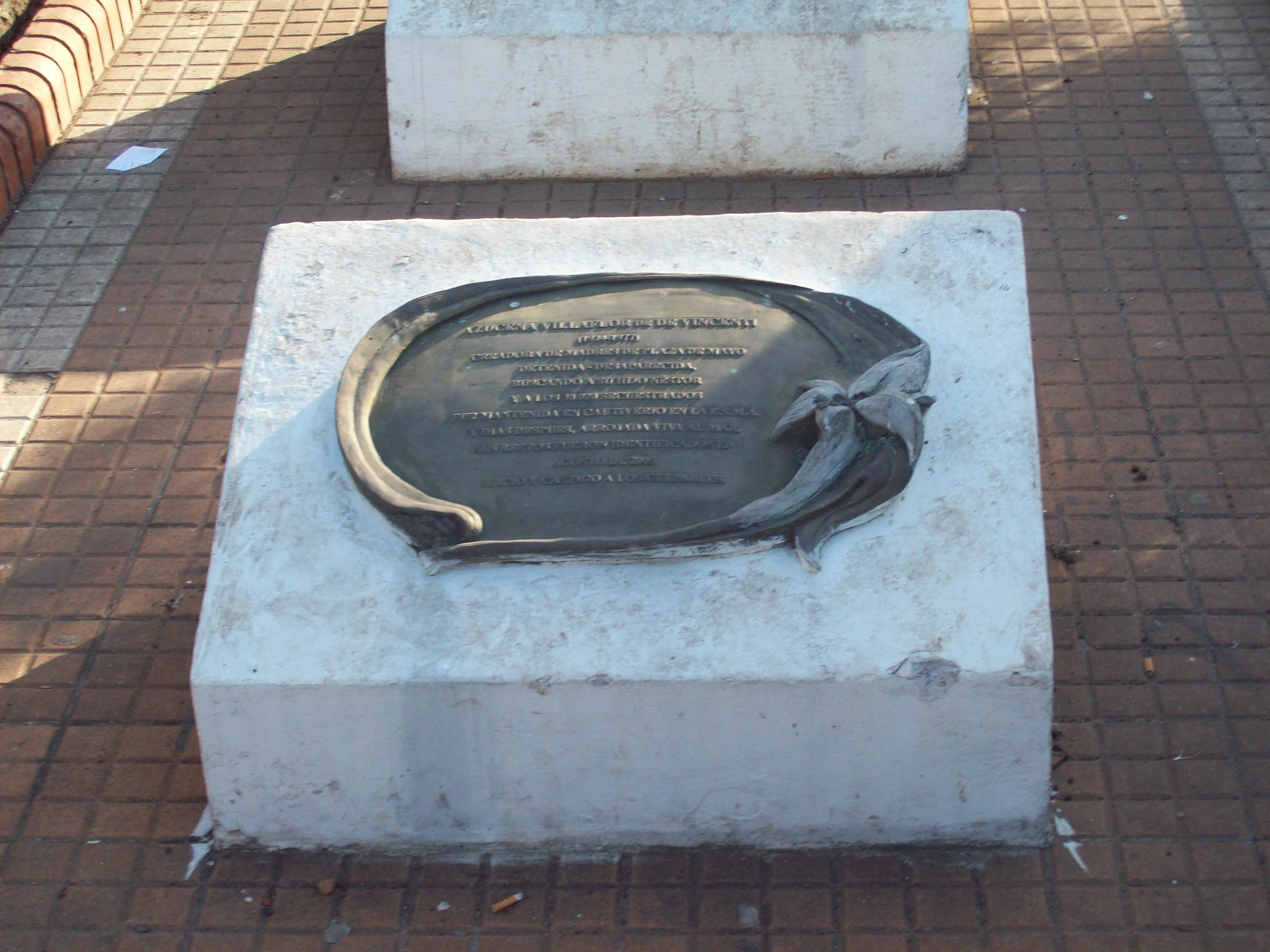
Urne mit den sterblichen Überresten der Azucena Villaflor

Am 20. Dezember wurden an der argentinischen Atlantikküste in der Nähe der Orte Santa Teresita und Mar del Tuyú mehrere Leichen gefunden und zunächst anonym begraben. Die Körper zeigten Frakturen, die auf einen Aufprall auf eine harte Fläche hinwiesen. Das bestätigte die Annahme, dass die Gefangenen zu einem der vielen Vuelos de la muerte (Todesflüge) gebracht worden waren, über die der frühere Marineoffizier Adolfo Scilingo später berichtete. Auf diesen Flügen wurden die Gefangenen betäubt, entkleidet und über dem Meer aus einem Flugzeug gestoßen. Nach späteren Untersuchungen wurde der Leichnam Azucenas im Juli 2005 durch das Equipo Argentino de Antropología Forense (EAAF) identifiziert, die seinerzeit auch die Leiche Che Guevaras in Bolivien gefunden und identifiziert hatten.
Villaflors Überreste wurden eingeäschert; die Asche wurde vor der Píramide Mayo im Zentrum der Plaza de Mayo begraben, am 8. Dezember 2005, in Erinnerung an den 25. Jahrestag der Demonstrationen der Mütter. Ihre überlebenden Kinder wählten diesen Platz aus; ihre Tochter Cecilia sagte: „Hier, auf diesem Platz, begann das öffentliche Leben meiner Mutter und hier soll sie für immer bleiben. Sie soll für alle bleiben.“
Im Jahr 1997 schrieb der Historiker Enrique Arrosagaray eine Biographie über Azucena Villaflor.